# P+R Haren/A28
P+R Haren/A28 is een transferium en P+R-voorziening aan de Nederlandse snelweg A28 bij de aansluiting naar het dorp Haren (provincie Groningen). Op dit transferium is - verdeeld over twee gescheiden parkeerplaatsen - ruimte voor 950 auto's.

## Gebruik
Het transferium wordt vooral gebruikt door forensen uit Assen en de kop van Drenthe en dagjesmensen die vanuit het zuiden de stad Groningen aandoen. Zij kunnen hier hun auto gratis parkeren om daarna met Q-link-lijnen 5 of 6 naar de stad te reizen.
Er is ook een fietstunnel gebouwd, wat fietsers vanuit Eelde-Paterswolde, Eelderwolde en Corpus den Hoorn ongeveer vijf minuten reistijd scheelt richting het centrum van Haren.

## Buslijnen
Het transferium wordt aangedaan door de volgende buslijnen van Qbuzz:
- Q-link 5: Scharmer/Ter Sluis - P+R Meerstad - IKEA - UMCG - Hoofdstation - P+R Haren - Zuidlaren - Annen
- Q-link 6: P+R Haren - Hoofdstation - UMCG - Ten Boer - Ten Post - Appingedam - Delfzijl
- Streekbus 209: Groningen Hoofdstation - P+R Haren - Paterswolde - Groningen Airport Eelde
- Qliner 312: Groningen Hoofdstation - P+R Haren - Gieten - Stadskanaal
- Nachtbus 418: Groningen Hoofdstation - P+R Haren - Zuidlaren - Annen - Gieten - Groningen